# Parafilético

Los reptiles (en sentido amplio) son un grupo parafilético. El grupo puede hacerse monofilético si nos referimos a Amniota, porque incluye a mamíferos y aves o si nos referimos a Diápsida, porque incluiría a las aves.

En filogenia, un grupo es parafilético cuando incluye al ancestro común de sus miembros, pero no a todos los descendientes de este. Un grupo se constituye como parafilético cuando a un clado (rama evolutiva) se le sustraen uno o más grupos holofiléticos.
Las clasificaciones tradicionales están cargadas de grupos parafiléticos, como invertebrados, pteridofitas, reptiles o póngidos. En cada uno de estos casos, el grupo se define por la exclusión de un grupo menor dentro de otro mayor; los invertebrados son los animales que no son vertebrados; las pteridofitas son las plantas vasculares que no son fanerógamas; los reptiles son tetrápodos de piel escamosa que no son aves o mamíferos; los póngidos son los antropoides que no son homínidos. Así, cada grupo aparece definido negativamente, por rasgos que le faltan, en vez de manera positiva, por los rasgos que comparten sus miembros.
La legitimidad del uso de grupos parafiléticos en la clasificación es muy discutida. Quienes lo defienden lo hacen solo para aquellos casos en que resulta un grupo de características primitivas o ancestrales bien definidas, las cuales conforman un grado evolutivo. Los que se oponen alegan que solo los grupos holofiléticos son legítimos en una clasificación evolutiva. Bajo un cierto concepto los grupos parafiléticos son llamados monofiléticos (grupos convexos), al igual que los holofiléticos.
En las clasificaciones, los grupos parafiléticos se suelen indicar escribiendo el nombre del taxón entre comillas o añadiendo (P) a continuación del nombre del taxón, por ejemplo, "Radiolaria" o Protalveolata (P). En algunas publicaciones se escribe un asterisco a continuación del nombre del taxón, por ejemplo, Reptilia*.

## Lista de taxones parafiléticos
- Los acelulares se clasifican en el superdominio Acytota, que fue llamado primeramente Aphanobionta[3], para luego en 1970 ser denominado con el nombre actual,[4] esta agrupación incluye virus, virusoides, priones, y otros acelulares como viroides, transposones y protobiontes, los priones son del dudoso Aminoacuea,[5][6] mientras que los demás pertenecen a Nucleacuea (Subimperio en sistemática); estos no forman un grupo monofilético, pues los organismos celulares (Cytota) surgieron dentro de Nucleacuea.
- Los bacteriófagos de cola o caudovirus son virus que infectan procariotas, ancestros de los herpesvirus y sus parientes.
- Los procariotas son una agrupación parafilética de organismos celulares que tradicionalmente se clasificaban en el reino Monera,[7] pero estudios posteriores revelan una gran diferencia entre las arqueas y las bacterias,[8][9] lo cual dividió al reino monera en Eubacteria y Archaebacteria, pues aún se consideraban bacterias a las arqueas, luego de la propuesta de los tres dominios que introdujo un nivel de clasificación por encima del reino, el término bacteria se restringió a solamente las que pertenecían al aquel entonces Eubacteria, mientras que las arqueas fueron consideradas sustancialmente diferentes de las bacterias,[10][11][12][13] por análisis moleculares se notó que las arqueas estaban más emparentadas a los organismos eucariotas que a las bacterias,[14] lo cual los colocó como el grupo hermano de Eukarya,[15] formando Arkarya o Arkaryota, hasta que los hallazgos de arqueas Asgard (Promethearchaeota) sugirieron que las arqueas también son parafiléticas, habiendo surgido los eucariotas dentro de ellos,[16][17][18] estas arqueas pertenecían a un clado denominado Eukaryomorpha.[19][20][21] Con ello, Prokaryota,[22] Archaea, y Promethearchaeota[23] son parafiléticos al dominio Eukaryota.
- Los himenocárinos según estudios de 2022,[24] forman un grupo parafilético hacia los euticarcinoideos y Fuxianhuiida, como un grupo hermano de los miriápodos.
- Los peces sin mandíbula son una agrupación parafilética hacia los peces con mandíbula, pero los agnatos vivos (Cyclostomi) forman un grupo monofilético gracias a análisis moleculares. Los ostracodermos tradicionalmente se consideraron un grupo que conducía a Gnathostomata, pero nuevos análisis colocan a los Anaspidomorphi más cercano a los ciclóstomos que a otros ostracodermos, haciendo a Ostracodermi doblemente parafilético.[25][26][27]
- Los peces, una agrupación tradicional son un grupo parafilético que o incluye a los tetrápodos, específicamente estos últimos son parte de Sarcopterygii, Euteleostomi como Osteichthyes monofilético, y peces con mandíbula que al tener que incluir a los tetrápodos se convierte en vertebrados con mandíbula.
- En 1974 Alan Jack Charig y José Fernando Bonaparte, propusieron que Saurischia no era un grupo monofilético tomando en cuenta que la pelvis reptiliana eran en realidad una sinapomorfía de todos los dinosaurios y propusieron el grupo Phytodinosauria, no obstante hay muy poco apoyo para la agrupación y en su lugar favorecen a Saurischia o al controvertido Ornithoscelida,[28][29][30] y en ambas los terópodos están más relacionados con un tipo de "fitodinosaurios" que a otros, así mismo los herrerasaurios están relacionados con los sauropodomorfos en el caso de que Ornithoscelida sea válido, formando Pachypodosauria, por lo que Phytodinosauria es poliparafilético en varios análisis.
- Los miácidos son una familia tradicional que resultó ser un taxón de sastre, debido a que varios grupos de carnívoros surgieron de ellos de forma independiente, formando Carnivoraformes como la forma monofilética de Miacidae, así mismo Miacoidea cladísticamente se convierte en Carnivoramorpha.[31][32][33][34][35][36][37][38]
- Además de los zorros verdaderos de la tribu Vulpini, otros grupos de caninos se pueden denominar comúnmente "zorros", formando un grupo parafilético hacia otros géneros de caninos como hacia Canina.[39]
- Pseudaelurus más que un género de félidos extintos, es un grado evolutivo que conduce hacia los panterinos, felinos de la subfamilia felinae, y a los extintos macairodontinos, con Miopanthera como pariente de los panterinos dentro del grupo corona de félidos (Felinae s.l)[40][41][42]
- Los plesiadaspiformes son un orden de euarcontos extintos, aunque parecen ser los ancestros directos de los primates, con Purgatorius como el más basal,[43][44] también se propuso que los dermópteros también surgieron de plesiadaspiformes.[45] En 2021 se descubrió que los Purgatoridos eran hermanos de Dermoptera, mientras que el resto de los Plesiadapiformes parecen ser hermanos de los primates restantes.[46]
- Prosimii fue un suborden tradicional que abarcaba cualquier primate que no sea parte de Simiiformes, no obstante los tarseros se agrupa como un grupo hermano de los monos, formando Haplorrhini en su lugar.[47][48]
- Los omomyidos muy probablemente sean tarsiformes del tallo,[49] aunque un estudio reciente los agrupa como un grado haplorino que conduce a los tarseros y simiiformes.[50]
- Los monos son un término informal para varios primates Simiiformes cuyo rasgo más distintivo es la presencia de cola en la gran mayoría, esto excluye a los hominoideos acaudos, por lo que es un grupo parafilético.[51][52][53][54][55][56]
- En la taxonomía tradicional, los grandes simios se agrupaba en la familia Pongidae, mientras que los seres humanos y sus parientes extintos se agrupaban en Hominidae, no obstante esa familia es obsoleta, por lo que todos los grandes simios fueron agrupados junto a los humanos en la familia Hominidae.[57]
- Los primates del género Australopithecus no se extinguieron del todo, debido a que los del género Homo que siguen existiendo en la actualidad surgieron de entre los australopitecos, junto a otros géneros ya extintos como Kenyanthropus y Paranthropus[58][59]

### Cuadro comparativo de grupos parafiléticos
| Grupo Parafilético                 | Grupos clásicamente excluidos pero cladísticamente incluido                                                                                | Grupo monofilético correspondiente                                          |
| ---------------------------------- | --- | --------------------------------------------------------------------------- |
| Mineralia                          | Biota | Materia                                                                     |
| Acytota                            | Cytota | Biota                                                                       |
| Orthornavirae (Virus ARN)          | Pararnavirae, Virus ADN | Biota                                                                       |
| Caudoviricetes                     | Herpesvirales, Mirusviricota | Duplodnaviria                                                               |
| Duplornaviricota                   | Ghabrivirales, Cystoviridae, Reoviridae | Riboviria                                                                   |
| Preplasmiviricota                  | Nucleocytoviricota, ¿Cytota? | Bamfordvirae                                                                |
| Tectiliviricetes                   | Adintoviridae, Lavidaviridae, Nucleocytoviricota y posiblemente Cytota                                                                     | Bamfordvirae                                                                |
| Prokaryota                         | Eukaryota | Cytota                                                                      |
| Negibacteria                       | Posibacteria | Bacteria                                                                    |
| Archaea                            | Eukaryota | Neomura/Arkaryota                                                           |
| Promethearchaeota                  | Eukaryota | Eukaryomorpha                                                               |
| Protista                           | Animalia, Plantae, Fungi | Eukaryota                                                                   |
| Excavata                           | Diaphoretickes, Podiata | Eukaryota                                                                   |
| Hacrobia                           | Haptista, Cryptista, Provora, Telonemia | Diaphoretickes                                                              |
| Biliphyta                          | Viridiplantae, Rhodelphis | Archaeplastida (Plantae s.a)                                                |
| Alga verde                         | Embryophyta | Viridiplantae (Plantae s.s)                                                 |
| Charophyta                         | Embryophyta | Streptophyta                                                                |
| Planta no vascular                 | Tracheophyta | Embryophyta (Plantae s. super stricto)                                      |
| Pteridophyta                       | Spermatophyta | Tracheophyta                                                                |
| Zosterophyllopsida                 | Lycopsida | Lycophyta/Microfilo                                                         |
| Helechos eusporangiados            | Polypodiidae | Polypodiophyta                                                              |
| Progymnospermophyta                | Spermatophyta | Lignophyta                                                                  |
| Gymnospermae                       | Angiospermae | Spermatophyta                                                               |
| Pteridospermae                     | Angiospermae, Acrogymnospermae | Spermatophyta                                                               |
| Dicotyledoneae                     | Monocotyledoneae | Angiospermae                                                                |
| Varisulca                          | Malawimonadea, Amorphea | Opimoda                                                                     |
| Apusozoa                           | Opisthokonta | Obazoa                                                                      |
| Choanozoa                          | Fungi, Animalia | Opisthokonta                                                                |
| Opisthosporidia                    | Eumycota | Fungi                                                                       |
| Chytridiomycota (sentido amplio)   | Amastigomycota | Eumycota                                                                    |
| Zygomycota                         | Basidiomycota, Ascomycota, Entorrhizomycota                                                                                                | Amastigomycota                                                              |
| Parazoa                            | Eumetazoa, Ctenozoa | Animalia                                                                    |
| Diploblasta                        | Acanthoecida, Ctenophora (a veces considerado triploblástico), Bilateria                                                                   | Animalia                                                                    |
| Choanoflagellata (sentido amplio)  | Metazoa/Proepitheliozoa | Apoikozoa (Animalia sensu lato)                                             |
| Choanozoa sensu Brunet y King      | ¿Ctenophora?, Eumetazoa (Trilobozoa, ParaHoxozoa)                                                                                          | Apoikozoa/Myriazoa                                                          |
| Invertebrata                       | Vertebrata | Animalia                                                                    |
| Petalonamae                        | Ctenozoa/Dinomischida | Euvendobionta, ¿Pan-Ctenophora?                                             |
| Dinomischida                       | Ctenophora | Ctenozoa                                                                    |
| Scleroctenophora                   | Ctenóforos sin esqueleto | Ctenophora                                                                  |
| Tentaculata                        | Nuda | Pancydippida u Octoctena                                                    |
| Cydippida                          | Platyctenida, Ganeshida, Cambojiida, Cryptolobiferida, Panlobata, Beroida                                                                  | Pancydippida                                                                |
| Porifera (Sensu lato)              | Eumetazoa | Metazoa/Proepitheliozoa                                                     |
| Radiata                            | Bilateria | Eumetazoa (Animalia sensu strictissimo)                                     |
| Lobata                             | Cestida, Talassocalycida | Panlobata                                                                   |
| Organismos polipoides              | Rhopaliophora, Hydrozoa, Myxozoa, Proarticulata, varios grupos de Nephrozoa                                                                | Eumetazoa                                                                   |
| Coral                              | Actiniaria, Pennatulacea; con formas fósiles Medusozoa (incluye Myxozoa).                                                                  | Anthozoa, ocasionalmente Cnidaria gracias a medusozoos troncales.           |
| Medusozoa tradicional              | Myxozoa | Medusozoa                                                                   |
| Medusa                             | Aplanulata, Siphonophorae, ¿Endocnidozoa?                                                                                                  | Medusozoa                                                                   |
| Hydroida                           | Siphonophorae | Hydroidolina                                                                |
| Anthoathecata                      | Siphonophorae, Leptothecata | Hydroidolina                                                                |
| Gusano                             | Chordata, Arthropoda, Mollusca, Briozoos (Ectoprocta y Kamptozoa), Phoronida, Brachiopoda, Echinodermata.                                  | Nephrozoa, Bilateria con la inclusión de Proarticulata como gusanos.        |
| Deuterostomos apomórficos          | Arthropoda, Gynognathifera, Mollusca, Annelida                                                                                             | Nephrozoa                                                                   |
| Cycloneuralia                      | Panarthropoda | Ecdysozoa                                                                   |
| Archaeopriapulida                  | Priapulida, Kinorhyncha, Loricifera, Cryptovermes                                                                                          | Ecdysozoa                                                                   |
| Palaeoscolecida                    | Nematoda, Nematomorpha, Panarthropoda | Cryptovermes                                                                |
| Lobopodia                          | Onychophora, Tardigrada, Arthropoda | Panarthropoda                                                               |
| Dinocaridida                       | Deuteropoda | Arthropoda                                                                  |
| Xiphosura (Sensu lato)             | Chasmataspidida, Eurypterida, Arachnopulmonata, Ricinulei, Palpigradi, Solifugae, Parasitiformes, Acariformes, Phalangiotarbida, Opiliones | Prosomapoda                                                                 |
| Synziphosurina                     | Xiphosura sensu stricto, Chasmataspidida, Eurypterida, Arachnida                                                                           | Prosomapoda                                                                 |
| Hymenocarina                       | Euthycarcinoidea, Pancrustacea, Myriapoda                                                                                                  | -                                                                           |
| Crustacea                          | Hexapoda | Pancrustacea                                                                |
| Entognatha                         | Insecta | Hexapoda                                                                    |
| Apterygota (sensu stricto)         | Pterygota | Insecta                                                                     |
| Palaeoptera                        | Neoptera | Pterygota                                                                   |
| Cucaracha                          | Isoptera | Blattodea                                                                   |
| Psocoptera                         | Phthiraptera | Psocodea                                                                    |
| Symphyta                           | Apocrita | Hymenoptera                                                                 |
| Avispa                             | Anthophila (Abejas), Formicidae (Hormigas)                                                                                                 | Apocrita                                                                    |
| Parasitica                         | Aculeata | Apocrita                                                                    |
| Antigua definición de Vespoidea    | Apoidea, Formicidae | Aculeata más derivados que Chrysidoidea                                     |
| Heterocera (Polilla)               | Papilionoidea (Mariposa) | Lepidoptera                                                                 |
| Achantognatha                      | Chaetognatha, Platyhelminthes, Lophotrochozoa, Dicyemida, Orthonectida                                                                     | Spiralia                                                                    |
| Rotifera                           | Acanthocephala | Syndermata                                                                  |
| Turbellaria                        | Neodermata | Rhabditophora                                                               |
| Polychaeta                         | Clitellata | Annelida                                                                    |
| Oligochaeta                        | Branchiobdellida, Hirudinea | Clitellata                                                                  |
| Nautiloidea                        | Ammonoidea, Coleoidea | Cephalopoda                                                                 |
| Calamar                            | Sepiida, Sepiolida, Spirulida (aunque es un tipo de calamar), si incluimos a Vampyromorphida entonces también es parafilético a Octopoda   | Decapodiformes, Coleoidea en sentido amplio.                                |
| Anopla                             | Enopla | Nemertea                                                                    |
| Platyzoa                           | Lophotrochozoa | Spiralia                                                                    |
| Tommotiida                         | Brachiopoda, Phoronida | Eulophophorata                                                              |
| Inarticulata                       | Articulata | Brachiopoda                                                                 |
| Vetulicolia                        | Chordata | -                                                                           |
| Apo-Ascidacea                      | Appendicularia, Thaliacea, Vertebrata | Olfactores                                                                  |
| Ascidiacea                         | Thaliacea | Acopa                                                                       |
| Agnatha                            | Gnathostomata | Vertebrata                                                                  |
| Pez                                | Tetrapoda | Vertebrata                                                                  |
| Anamniota                          | Amniota | Vertebrata                                                                  |
| Ostracodermi                       | Gnathostomata, Conodonta, Cyclostomi | Vertebrata de la corona                                                     |
| Cephalaspidomorpha                 | Gnathostomata | Cephalaspidomorphi                                                          |
| Placodermi                         | Eugnathostomata | Gnathostomata                                                               |
| Teleostomi                         | Chondrichthyes | Eugnathostomata                                                             |
| Acanthodii                         | Chondrichthyes, ¿Euteleostomi? | Pan-Chondrichthyes, poco probable Eugnathostomata                           |
| Osteichthyes                       | Tetrapoda | Euteleostomi                                                                |
| Onychodontiformes                  | Actinistia | Coelacanthimorpha                                                           |
| Osteolepiformes                    | Elpistostegalia | -                                                                           |
| Tristichopteridae                  | ¿Elpistostegalia? | Eotetrapodiformes                                                           |
| Ichthyostegalia                    | Tetrápoda, Whatcheeriidae, Colosteidae, Baphetidae                                                                                         | Stegocephalia                                                               |
| Labyrinthodontia                   | Lissamphibia, Lepospondyli, Amniota | Stegocephalia                                                               |
| Temnospondyli                      | Lissamphibia | Amphibia                                                                    |
| Anthracosauria                     | Amniota | Reptiliomorpha                                                              |
| Anapsida                           | Neodiapsida, Synapsida, Araeoscelidia | Amniota                                                                     |
| Reptilia                           | Aves, en sentido amplio también Mammalia                                                                                                   | Sauria/Eureptilia/Sauropsida/Romeriida/Amniota dependiendo de su definición |
| Sinápsidos apomórficos             | Neodiapsida | Grupo corona de Amniota                                                     |
| Parareptilia                       | Neodiapsida | Sauropsida                                                                  |
| Captorhinida                       | Neodiapsida, Mesosauridae, Araeoscelidia, Synapsida                                                                                        | Amniota                                                                     |
| Lacertilia                         | Serpentes, Amphisbaenia, Mosasauria | Squamata                                                                    |
| Thecodontia                        | Crocodylomorpha, Pterosauria, Dinosauria                                                                                                   | Archosauriformes                                                            |
| Proterosuchia                      | Phytosauria, Archosauria | Archosauriformes                                                            |
| Rauisuchia                         | Crocodylomorpha | Paracrocodylomorpha                                                         |
| Sphenosuchia                       | Crocodyliformes, Thalattosuchia | Crocodylomorpha                                                             |
| Protosuchia                        | Metasuchia | Crocodyliformes                                                             |
| Rhamphorhynchoidea                 | Pterodactyloidea | Pterosauria                                                                 |
| Dinosaurios no avianos             | Aves | Dinosauria                                                                  |
| Phytodinosauria (Polyparafilético) | Theropoda, Herrerasauria | Dinosauria                                                                  |
| Silesauridae                       | Posiblemente Ornithischia | Pan-Ornithischia                                                            |
| Anchiornithidae                    | ¿Avialae?, ¿Troodontidae?, ¿Deinonychosauria?                                                                                              | Paraves                                                                     |
| Sauriurae                          | Ornithurae | Avialae (Aves s.a)                                                          |
| Odontornithes                      | Aves sin dientes (Vegaviidae, Cimolopterygiidae, Neornithes)                                                                               | Ornithurae                                                                  |
| Aves rapaces (Poliparafilético)    | Psittacopasserae | ?                                                                           |
| Pelycosauria                       | Therapsida | Synapsida                                                                   |
| Sphenacodontidae sensu lato        | Therapsida | Sphenacodontia                                                              |
| Theriodontia                       | Anomodontia | -                                                                           |
| Dromasauria                        | Anomocephaloidea, Dicynodontia | Chainosauria                                                                |
| Therocephalia                      | Cynodontia | Eutheriodontia                                                              |
| Prototheria (Mamíferos ovíparos)   | Multituberculata,Boreosphenida | Mammaliaformes (Mammalia s.l)                                               |
| Triconodonta                       | Shuotheriidae, parte central de Allotheria, Australosphenida, Trechnotheria                                                                | Mammaliaformes (Mammalia s.l)                                               |
| Plagiaulacida                      | Cimolodonta | Multituberculata                                                            |
| Platypoda                          | Tachyglossidae | Monotremaformes                                                             |
| Eutricondonta                      | Trechnotheria | -                                                                           |
| Dryolestoidea                      | Prototribosphenida | Cladotheria                                                                 |
| Boreosphenida tradicional          | Marsupialia, Placentalia | Tribosphenida                                                               |
| Ameridelphia                       | Australidelphia | Marsupialia                                                                 |
| Insectívora                        | Tubulidentata, Paenungulata, Xenarthra, Primates, Scrotifera                                                                               | Placentalia                                                                 |
| Pseudungulata                      | Afroinsectiphilia | Afrotheria                                                                  |
| Soricomorpha                       | Erinaceidae | Eulipotyphla                                                                |
| Artiodactyla                       | Cetacea | Cetartiodactyla                                                             |
| Anthracotheriidae                  | Hippopotamidae | Hippopotamoidea                                                             |
| Archaeoceti                        | Neoceti | Cetacea                                                                     |
| Basilosauridae                     | Neoceti | Pelagiceti                                                                  |
| Antílope                           | Bovini, Caprinae, Alcelaphinae | Bovidae                                                                     |
| Miacoidea                          | Nimravidae, Aeluroidea, Amphicyonidae, Canidae, Arctoidea                                                                                  | Carnivoramorpha                                                             |
| Miacidae                           | Nimravidae, Aeluroidea, Amphicyonidae, Canidae, Arctoidea                                                                                  | Carnivoraformes                                                             |
| Zorro                              | Canina, Chrysocyon, Speothos, Atelocynus                                                                                                   | Caninae                                                                     |
| Pseudaelurus (Grado)               | Machairodontinae, Pantherinae, Felinae | -                                                                           |
| Conejo                             | Lepus | Leporinae                                                                   |
| Sundatheria                        | Primates | Euarchonta                                                                  |
| Plesiadapiformes                   | Primates, Dermoptera | Primatomorpha                                                               |
| Prosimii                           | Simiiformes | Primates                                                                    |
| Adapiformes                        | Lemuriformes | Strepsirrhini                                                               |
| Omomyidae                          | Tarsiidae, ¿Simiiformes? | Tarsiiformes, posiblemente Haplorrhini                                      |
| Mono                               | Hominoidea | Simiiformes                                                                 |
| Propliopithecoidea                 | Pliopithecoidea, Dendropithecoidea sensu lato                                                                                              |                                                                             |
| Dendropithecoidea                  | Cercopithecoidea, Hominoidea | Dendropithecoidea sensu lato                                                |
| Victoriapithecidae                 | Cercopithecidae | Cercopithecoidea                                                            |
| Proconsulidae                      | Euhominoidea, Equatorius | Hominoidea                                                                  |
| Pongidae                           | Australopithecina u Hominina | Hominidae                                                                   |
| Sivapithecini                      | Pongini | -                                                                           |
| Australopithecus                   | Homo, Kenyanthropus, Paranthropus | -                                                                           |